# گرابو (الده)
شهر گرابو در ایالت مکلنبورگ-فورپومرن در کشور آلمان واقع شده‌است.

## نگارخانه

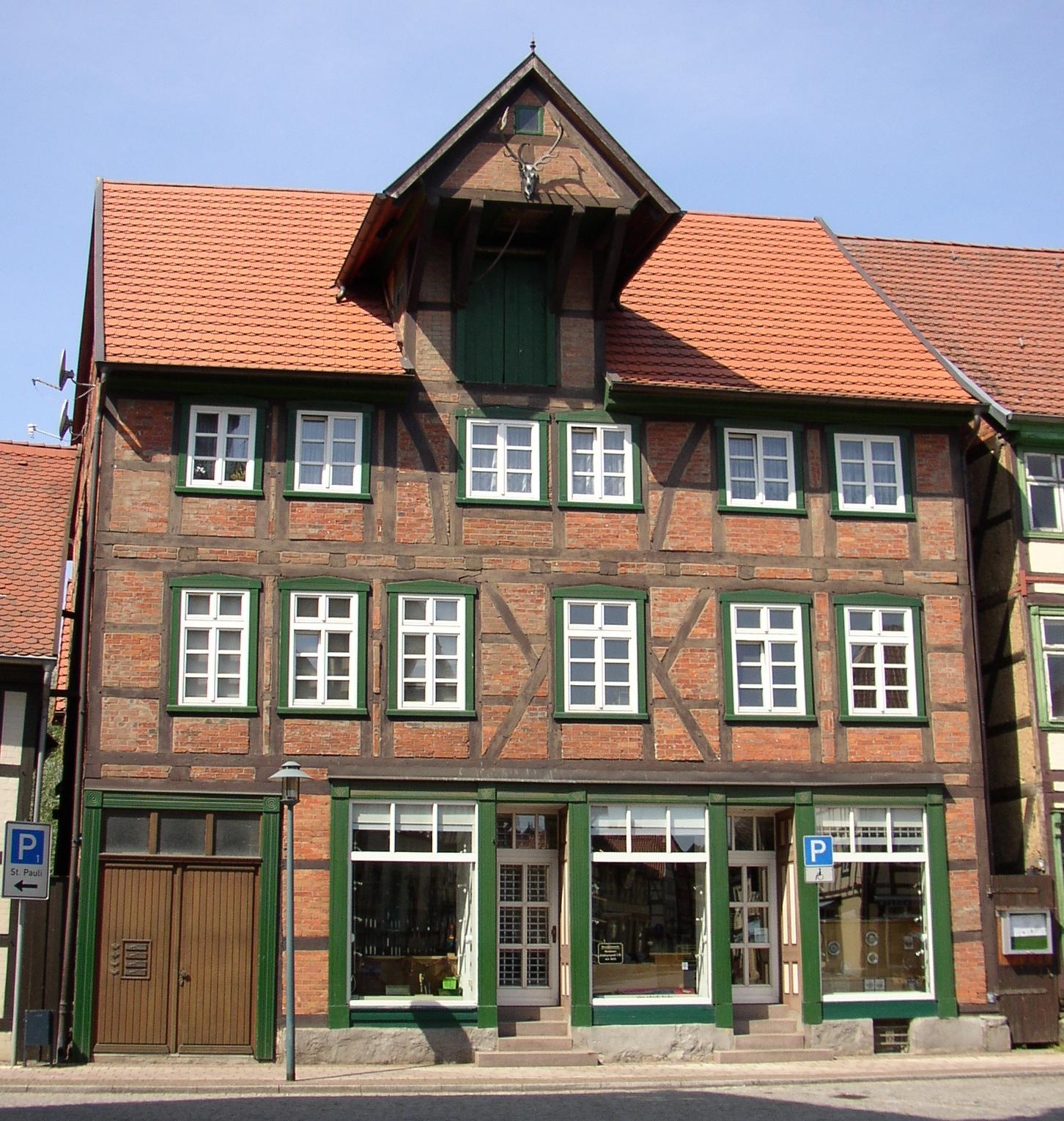
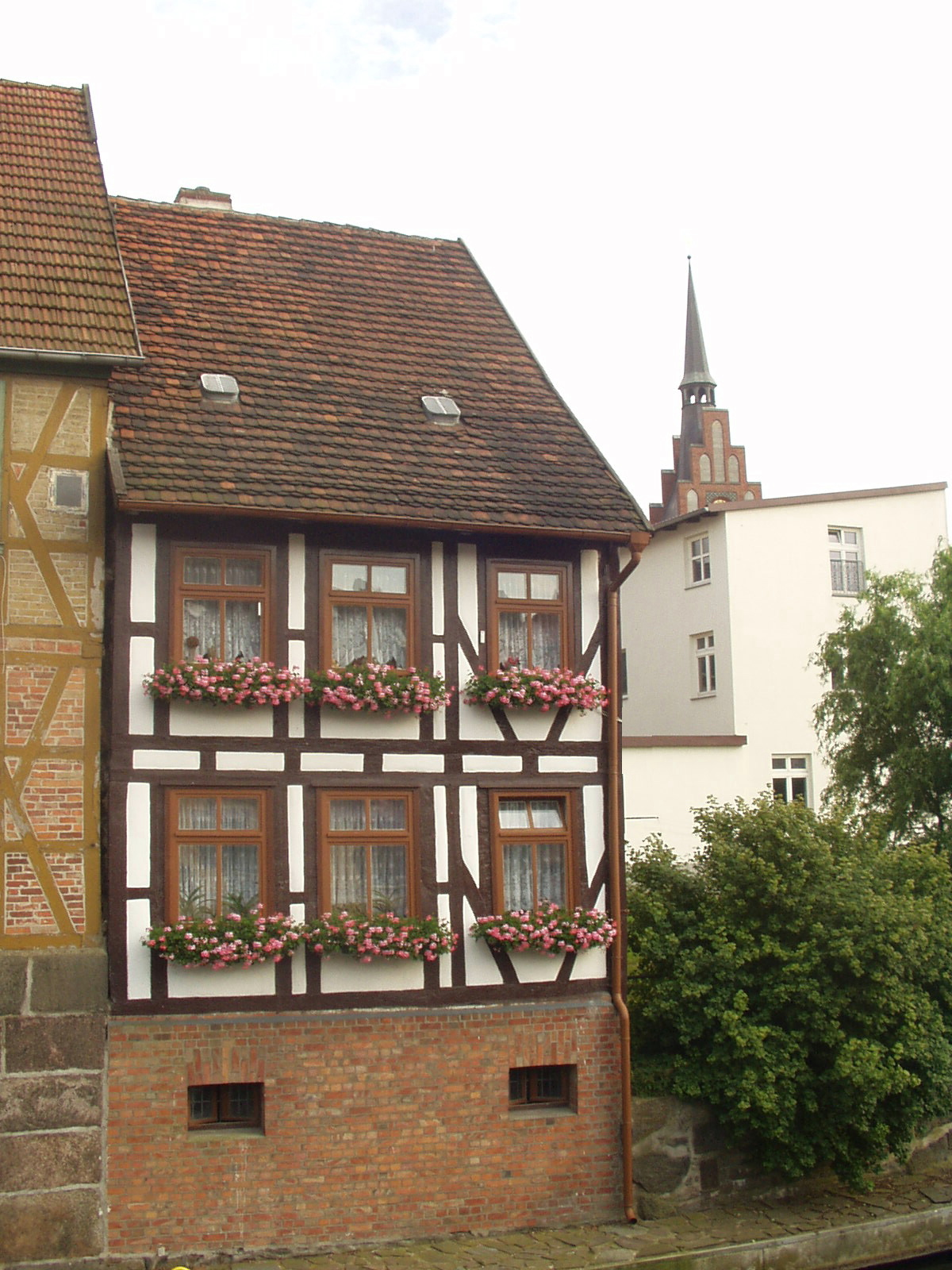
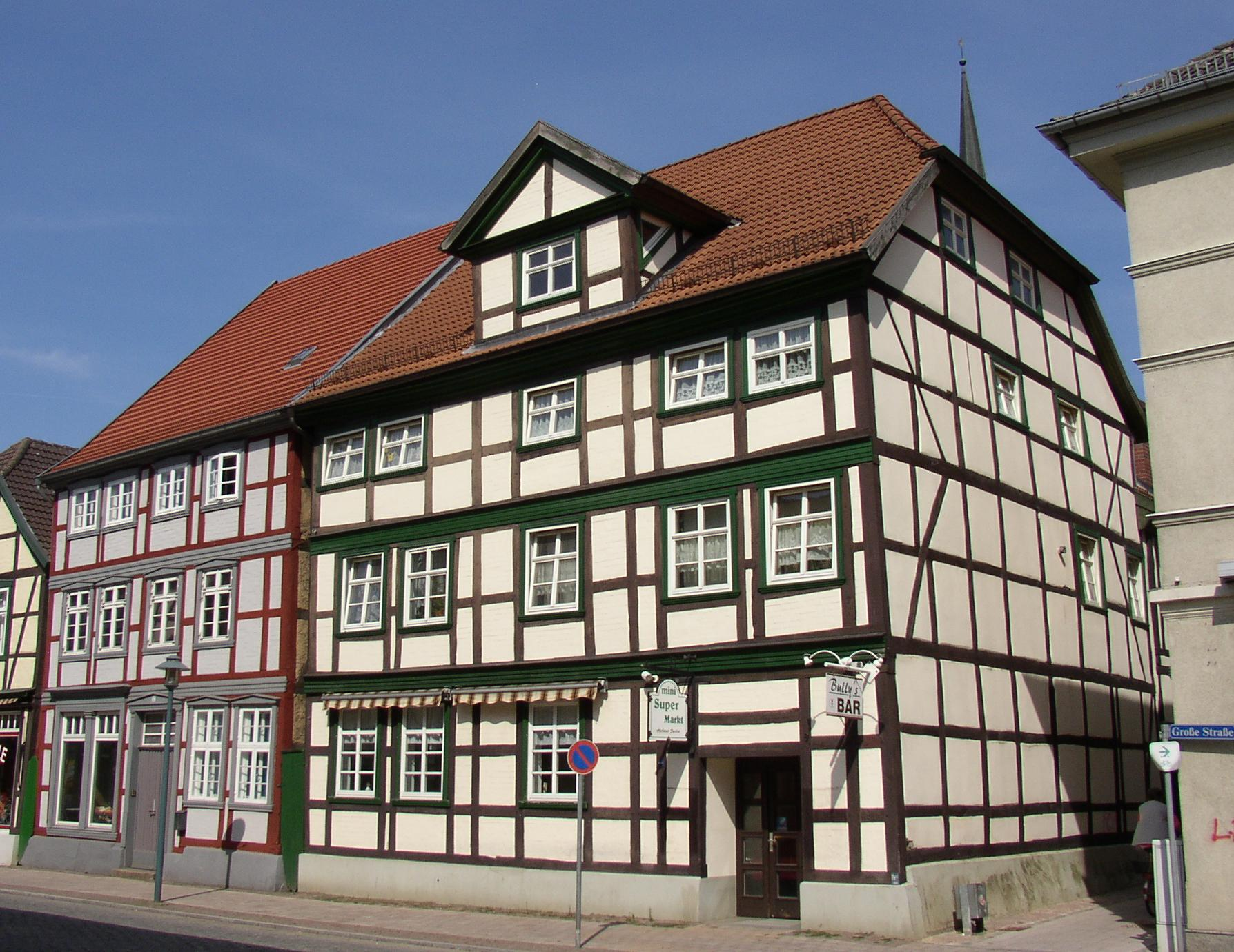